# کشتی در بازی‌های آسیایی ۲۰۰۶
مسابقات کشتی بازی‌های آسیایی ۲۰۰۶ از ۹ دسامبر تا ۱۴ دسامبر سال ۲۰۰۶ در شهر دوحه، قطر برگزار شد.

## کشتی آزاد مردان
نتایج نهایی مسابقات کشتی آزاد به شرح زیر است:
| وزن‌ها       | طلا            | نقره            | برنز               |
| ۵۵ کیلوگرم  | دلشاد منصورف   | جون هیون-گوک    | کیم هیو ساب        |
| ۵۵ کیلوگرم  | دلشاد منصورف   | جون هیون-گوک    | هیده‌نوری تائوکا    |
| ۶۰ کیلوگرم  | مراد محمدی     | سونگ جائه میونگ | یوگشوار دات        |
| ۶۰ کیلوگرم  | مراد محمدی     | سونگ جائه میونگ | ری یونگ چول        |
| ۶۶ کیلوگرم  | باک جین-گوک    | تاکافومی کوجیما | باتزوریگ بویانجاو  |
| ۶۶ کیلوگرم  | باک جین-گوک    | تاکافومی کوجیما | سوشیل کومار        |
| ۷۴ کیلوگرم  | علی‌اصغر بذری   | چو بیونگ-کوان   | عبدالحکیم شاپیف    |
| ۷۴ کیلوگرم  | علی‌اصغر بذری   | چو بیونگ-کوان   | سوسلان تگیف        |
| ۸۴ کیلوگرم  | رضا یزدانی     | زائوربک سوخیف   | نوه جه هیونگ       |
| ۸۴ کیلوگرم  | رضا یزدانی     | زائوربک سوخیف   | محمد کوروگلیف      |
| ۹۶ کیلوگرم  | علیرضا حیدری   | اولگ کالاگوف    | الکسی کروپنیاکوف   |
| ۹۶ کیلوگرم  | علیرضا حیدری   | اولگ کالاگوف    | تایموراز تیگیف     |
| ۱۲۰ کیلوگرم | آرتور تایمازوف | فردین معصومی    | لی سه هیونگ        |
| ۱۲۰ کیلوگرم | آرتور تایمازوف | فردین معصومی    | پالویندر سینگ چیما |

## کشتی فرنگی مردان
نتایج نهایی مسابقات کشتی فرنگی به شرح زیر است:
| وزن‌ها       | طلا             | نقره             | برنز            |
| ۵۵ کیلوگرم  | جیائو هائو فنگ  | جاسم امیری       | وینایاد دالوی   |
| ۵۵ کیلوگرم  | جیائو هائو فنگ  | جاسم امیری       | چا کوانگ سو     |
| ۶۰ کیلوگرم  | ماکوتو ساساموتو | شنگ جیانگ        | دلشاد آریپوف    |
| ۶۰ کیلوگرم  | ماکوتو ساساموتو | شنگ جیانگ        | روسلان تومنبایف |
| ۶۶ کیلوگرم  | کیم مین چول     | روشن روزیکولوف   | حمید ریحانی     |
| ۶۶ کیلوگرم  | کیم مین چول     | روشن روزیکولوف   | ماساکی ایمورو   |
| ۷۴ کیلوگرم  | رومن ملیوشین    | داوود عابدین‌زاده | بخیت بدر        |
| ۷۴ کیلوگرم  | رومن ملیوشین    | داوود عابدین‌زاده | دانیار کوبونوف  |
| ۸۴ کیلوگرم  | کیم جانگ ساب    | یحیی ابو تبیخ    | یاناربک کنجی اف |
| ۸۴ کیلوگرم  | کیم جانگ ساب    | یحیی ابو تبیخ    | شینگو ماتسوموتو |
| ۹۶ کیلوگرم  | هان تائه یونگ   | مسعود هاشم‌زاده   | گنادی چایدزه    |
| ۹۶ کیلوگرم  | هان تائه یونگ   | مسعود هاشم‌زاده   | محمد الکن       |
| ۱۲۰ کیلوگرم | کیم گوانگ سئوک  | مهدی شربیانی     | نوربک ابراگیموف |
| ۱۲۰ کیلوگرم | کیم گوانگ سئوک  | مهدی شربیانی     | دلی لیو         |

## کشتی آزاد زنان
| وزن‌ها      | طلا           | نقره            | برنز                    |
| ۴۸ کیلوگرم | چیهارو ایچو   | کیم هیونگ-جو    | Tsogtbazaryn Enkhjargal |
| ۴۸ کیلوگرم | چیهارو ایچو   | کیم هیونگ-جو    | Li Xiaomei              |
| ۵۵ کیلوگرم | سائوری یوشیدا | اولگا اسمیرنوفا | آلکا تومار              |
| ۵۵ کیلوگرم | سائوری یوشیدا | اولگا اسمیرنوفا | Naidangiin Otgonjargal  |
| ۶۳ کیلوگرم | کائوری ایچو   | گیتیکا جاخار    | بادراخین اودونچیمگ      |
| ۶۳ کیلوگرم | کائوری ایچو   | گیتیکا جاخار    | Xu Haiyan               |
| ۷۲ کیلوگرم | Wang Xu       | کیوکو هاماگوچی  | ایانا پانوفا            |
| ۷۲ کیلوگرم | Wang Xu       | کیوکو هاماگوچی  | اوچیرباتین بورما        |